# 草酸钴
草酸钴是钴(II)的草酸盐，化学式为CoC2O4。存在无水物和二水合物。

## 制备
草酸钴可由硫酸钴和草酸反应得到（1:1.05化学计量比），反应中加入PEG，过滤时用乙醇脱水，可以获得较细的草酸钴。沉淀在120℃烘干，得到草酸钴二水合物。
CoSO4 + H2C2O4 + 2 H2O→ CoC2O4·2H2O↓ + H2SO4

## 化学性质
草酸钴在空气中灼烧，可以得到四氧化三钴：
3 CoC2O4 + 2 O2 → Co3O4 + 6 CO2

## 应用
草酸钴可以用于制备钴蓝颜料、钴的氧化物或钴粉。